# 1656 Suomi
1656 Suomi (1942 EC) là một tiểu hành tinh bay qua Sao Hỏa được phát hiện ngày 11 tháng 3 năm 1942 bởi Y. Vaisala ở Turku.